# Roštár
Roštár es un municipio del distrito de Rožňava en la región de Košice, Eslovaquia, con una población estimada a final del año 2024 de 701 habitantes.
Se encuentra ubicado al oeste de la región, en la cuenca hidrográfica del río Hernád, y cerca de la frontera con la región de Banská Bystrica y Hungría.

## Demografía
| Año        | 1994 | 2004    | 2014     | 2024     |
| ---------- | ---- | ------- | -------- | -------- |
| Población  | 495  | 538     | 609      | 701      |
| Diferencia |      | +8,68 % | +13,19 % | +15,10 % |

| Año        | 2023 | 2024    |
| ---------- | ---- | ------- |
| Población  | 676  | 701     |
| Diferencia |      | +3,69 % |